# Петровичева Людмила Миколаївна
Людмила Миколаївна Петровичева (справжні ім'я і прізвище Ванда Кравчуківна-Смалева; нар. 5 листопада 1882, Чернівці — пом. 27 грудня 1971, Борщів) — українська оперна співачка (меццо-сопрано) і режисер. Дружина актора Василя Петровича, сестра співачки Філомени Лопатинської.

## Біографія
Народилася 5 листопада 1882 року в місті Чернівцях (тепер Україна). Вокалу навчалася у Львові у Валерія Висоцького та Михайла Коссака.
У 1897—1899 роках була солісткою хору в Чернівцях; у 1899—1914 роках — солістка оперної трупи Руського народного театру у Львові, у 1921—1922 роках — Театру Василя Коссака (Західна Україна), з якими виступала на сценах у містах Тернополі, Бережанах, Збаражі, Чорткові та інших містах і містечках Галичини. В радянський час працювала режисером народного театру в Борщеві.
Померла 27 грудня 1971 року в Борщеві. Похована в Борщеві.

## Творчість
Виконала партії:
- Оксана, Одарка («Запорожець за Дунаєм» Семена Гулака-Артемовського);
- Терпилиха і Наталка, Кулина («Наталка Полтавка», «Чорноморці» Миколи Лисенка);
- Ганна («Катерина» Миколи Аркаса);
- Федора («Роксоляна» Дениса Січинського);
- Ольга («Євгеній Онегін» Петра Чайковського);
- Кармен («Кармен» Жоржа Бізе);
- Зібель ((«Фауст» Шарля Гуно);
- Ніклаус («Казки Гофмана» Жака Оффенбаха),
- Зося («Галька» Станіслава Монюшка);
- Амата, Тизифона («Еней на мандрівці» Ярослава Лопатинського).

Займалася концертною діяльністю.